# Gordie Howe
Gordon "Gordie" Howe, född 31 mars 1928 i Floral i Saskatchewan, död 10 juni 2016 i Toledo i Ohio, var en kanadensisk professionell ishockeyspelare.

## Karriär
Gordie Howe spelade under sin aktiva spelarkarriär i Detroit Red Wings och Hartford Whalers i NHL och i Houston Aeros och New England Whalers i WHA. Han kallades ofta för "Mr. Hockey" och anses som en av de bästa ishockeyspelarna genom tiderna, känd för sin målgörarfärdighet, fysiska styrka och uthållighet. Howe kallades "Herr Armbåge" för sitt tuffa spel, och uttrycket ett Gordie Howe-hattrick innebär att göra ett mål, en assist samt delta i ett slagsmål i en och samma match. Spelade i NHL från 1946 till 1980, 18 till 52 år gammal, och gjorde comeback i en match 1997, 69 år gammal, bara för att kunna säga att han lirat elithockey under sex årtionden.
1998 samlade tidningen The Hockey News ihop en kommitté av 50 hockeyexperter bestående av före detta NHL-spelare, journalister, TV-bolag, coacher och styrelsemedlemmar för att göra en lista över de 100 bästa spelarna i NHL:s historia. Experterna röstade fram Gordie Howe på andra plats.

## Statistik

### Klubbkarriär
|            |                     |            | Grundserie | Grundserie | Grundserie | Grundserie | Grundserie | Slutspel | Slutspel | Slutspel | Slutspel | Slutspel |
| Säsong     | Lag                 | Liga       | SM         | GM         | GA         | P          | Utv.       | SM       | GM       | GA       | P        | Utv.     |
| ---------- | ------------------- | ---------- | ---------- | ---------- | ---------- | ---------- | ---------- | -------- | -------- | -------- | -------- | -------- |
| 1945–46    | Omaha Knights       | USHL       | 51         | 22         | 26         | 48         | 53         | 6        | 2        | 1        | 3        | 15       |
| 1946–47    | Detroit Red Wings   | NHL        | 58         | 7          | 15         | 22         | 52         | 5        | 0        | 0        | 0        | 18       |
| 1947–48    | Detroit Red Wings   | NHL        | 60         | 16         | 28         | 44         | 63         | 10       | 1        | 1        | 2        | 11       |
| 1948–49    | Detroit Red Wings   | NHL        | 40         | 12         | 25         | 37         | 57         | 11       | 8        | 3        | 11       | 19       |
| 1949–50    | Detroit Red Wings   | NHL        | 70         | 35         | 33         | 68         | 69         | 1        | 0        | 0        | 0        | 7        |
| 1950–51    | Detroit Red Wings   | NHL        | 70         | 43         | 43         | 86         | 74         | 6        | 4        | 3        | 7        | 4        |
| 1951–52    | Detroit Red Wings   | NHL        | 70         | 47         | 39         | 86         | 78         | 8        | 2        | 5        | 7        | 2        |
| 1952–53    | Detroit Red Wings   | NHL        | 70         | 49         | 46         | 95         | 57         | 6        | 2        | 5        | 7        | 2        |
| 1953–54    | Detroit Red Wings   | NHL        | 70         | 33         | 48         | 81         | 109        | 12       | 4        | 5        | 9        | 31       |
| 1954–55    | Detroit Red Wings   | NHL        | 64         | 29         | 33         | 62         | 68         | 11       | 9        | 11       | 20       | 24       |
| 1955–56    | Detroit Red Wings   | NHL        | 70         | 38         | 41         | 79         | 100        | 10       | 3        | 9        | 12       | 8        |
| 1956–57    | Detroit Red Wings   | NHL        | 70         | 44         | 45         | 89         | 72         | 5        | 2        | 5        | 7        | 6        |
| 1957–58    | Detroit Red Wings   | NHL        | 64         | 33         | 44         | 77         | 40         | 4        | 1        | 3        | 4        | 0        |
| 1958–59    | Detroit Red Wings   | NHL        | 70         | 32         | 46         | 78         | 57         | —        | —        | —        | —        | —        |
| 1959–60    | Detroit Red Wings   | NHL        | 70         | 28         | 45         | 73         | 46         | 6        | 1        | 5        | 6        | 4        |
| 1960–61    | Detroit Red Wings   | NHL        | 64         | 23         | 46         | 72         | 30         | 11       | 4        | 11       | 15       | 10       |
| 1961–62    | Detroit Red Wings   | NHL        | 70         | 33         | 44         | 77         | 54         | —        | —        | —        | —        | —        |
| 1962–63    | Detroit Red Wings   | NHL        | 70         | 38         | 48         | 86         | 100        | 11       | 7        | 9        | 16       | 22       |
| 1963–64    | Detroit Red Wings   | NHL        | 69         | 26         | 47         | 73         | 70         | 14       | 9        | 10       | 19       | 16       |
| 1964–65    | Detroit Red Wings   | NHL        | 70         | 29         | 47         | 76         | 104        | 7        | 4        | 2        | 6        | 20       |
| 1965–66    | Detroit Red Wings   | NHL        | 70         | 29         | 46         | 75         | 83         | 12       | 4        | 6        | 10       | 12       |
| 1966–67    | Detroit Red Wings   | NHL        | 69         | 25         | 40         | 65         | 53         | —        | —        | —        | —        | —        |
| 1967–68    | Detroit Red Wings   | NHL        | 74         | 39         | 43         | 82         | 53         | —        | —        | —        | —        | —        |
| 1968–69    | Detroit Red Wings   | NHL        | 76         | 44         | 59         | 103        | 58         | —        | —        | —        | —        | —        |
| 1969–70    | Detroit Red Wings   | NHL        | 76         | 31         | 40         | 71         | 58         | 4        | 2        | 0        | 2        | 2        |
| 1970–71    | Detroit Red Wings   | NHL        | 63         | 23         | 29         | 52         | 38         | —        | —        | —        | —        | —        |
| 1973–74    | Houston Aeros       | WHA        | 70         | 31         | 69         | 100        | 46         | 13       | 3        | 14       | 17       | 34       |
| 1974–75    | Houston Aeros       | WHA        | 75         | 34         | 65         | 99         | 84         | 13       | 8        | 12       | 20       | 20       |
| 1975–76    | Houston Aeros       | WHA        | 78         | 32         | 70         | 102        | 76         | 17       | 4        | 8        | 12       | 31       |
| 1976–77    | Houston Aeros       | WHA        | 62         | 24         | 44         | 68         | 57         | 11       | 5        | 3        | 8        | 11       |
| 1977–78    | New England Whalers | WHA        | 76         | 34         | 62         | 96         | 85         | 14       | 5        | 5        | 10       | 15       |
| 1978–79    | New England Whalers | WHA        | 58         | 19         | 24         | 43         | 51         | 10       | 3        | 1        | 4        | 4        |
| 1979–80    | Hartford Whalers    | NHL        | 80         | 15         | 26         | 41         | 42         | 3        | 1        | 1        | 2        | 2        |
| 1997–98    | Detroit Vipers      | IHL        | 1          | 0          | 0          | 0          | 0          | —        | —        | —        | —        | —        |
| NHL totalt | NHL totalt          | NHL totalt | 1767       | 801        | 1049       | 1850       | 1685       | 157      | 68       | 92       | 160      | 220      |
| WHA totalt | WHA totalt          | WHA totalt | 419        | 174        | 334        | 508        | 399        | 78       | 28       | 43       | 71       | 115      |

## Utmärkelser
- Art Ross Memorial Trophy – 1951, 1952, 1953, 1954, 1957, 1963
- Hart Memorial Trophy – 1952, 1953, 1957, 1958, 1960, 1963
- Lester B. Patrick Award – 1967
- Utnämnd till Officer of the Order of Canada 1971
- Invald i Hockey Hall of Fame 1972
- Spelat i NHL All-Star Game 23 gånger
- Gary Davidson Trophy 1974
- Spelat i WHA All-Star Game 2 gånger